# Johnnie To
Johnnie To Kei-Fung, nascut el 22 d'abril de 1955, és un director i productor de Hong Kong. Popular en el seu nadiu Hong Kong, To té també bona acollida a l'estranger. Intensament prolífic, To ha fet pel·lícules en una varietat de gèneres, encara que a occident és més conegut per les d'acció i de cinema policíac, que li han fet guanyar el respecte de la crítica i dels seguidors del cinema de culte.
Les seves pel·lícules, sovint fetes en col·laboració amb el mateix grup d'actors, guionistes i cinematògrafs, exploren sovint temes d'amistat, destí i el canvi de la societat a Hong Kong.multifacètic i camaleònic a causa de la seva habilitat per canviar tons i gèneres entre pel·lícules, To és, no obstant això, vist amb un estil coherent, que implica barrejar realisme temperat i observació social amb elements visuals altament estilitzats.
Dirigeix la companyia de producció de Hong Kong Milkyway Image amb el seu codirector Wai Ka-fai.

## Carrera
Johnnie To va començar la seva carrera a l'edat de 17 anys com a missatger per l'estudi de televisió TVB de Hong Kong. Des d'aquó, To ha anat pujant, treballant com a productor executiu i director de shows de TV el 1973. El 1978, va treue la seva primera obra teatral, però continuava treballant en televisió.
Ajudant de direcció als Shaw studios, To va esdevenir famós per la seva pel·lícula de 1989 All About Ah-Long, protagonitzada per Chow Yun-Fat, sent un dels èxits de taquilla d'aquell any. El 1988, codirigia The Big Heat, la seva primera pel·lícula d'acció. La pel·lícula va ser produïda per Tsui Hark. A final dels anys 1980 també es veurien alguns dels èxits comercials més grans de To, la majoria dels quals eren comèdies. La seva pel·lícula de 1988 The Eighth Happiness va ser de les de més recaptació aquell any.
El 1996, To i el seu col·laborador Wai Ka-fai van formar Milkyway Image, una productora que s'especialitzà en pel·lícules independents de cost eficient, fetes per To i Wai, i també pels col·laboradors Law Wing-Cheong o Yau Nai-Hoi.

## Rebuda de la crítica
Un cineasta de gènere que treballa per una audiència principal, To ha desenvolupat una reputació molt forta en la crítica de cinema de llengua anglesa. En la seva ressenya de la pel·lícula de To de 2008 Sparrow, al lloc web de Tisch Film Review, Ignatiy Vishnevetsky escriu: To ha dirigit algunes de les millors pel·lícules de les dues darreres dècades; és més sorprenent que gairebé qualsevol altre director que treballa avui. El seu cinema és emocionant (però mai esgotador), intel·ligent (però mai distanciat), i, sobretot, emocional. Al Chicago Reader el 2007, sobre Exiled, el crític Fred Camper escriu: ... com molts grans cineastes - Howard Hawks, John Ford, Raoul Walsh - basats en Hong KongTo fa pel·lícules que són tant comercialment viables com animades per una forta visió artística. Definint la visió de To, Camper afegeix que La visió de To pot imposar-se sobre la narrativa i lloa el director per a la seva  subtil poesia visual.
To també s'ha guanyat l'admiració de cineastes estrangers, incloent-hi Quentin Tarantino, que definien la pel·lícula de To de 2005 Election com la millor pel·lícula de l'any.

## Festivals i premis
Comercialment reeixit en el seu nadiu Hong Kong, les pel·lícules de To han anat regularment a festivals internacionals, especialment a Europa i Amèrica del Nord. Al Festival Internacional de Cinema de Venècia Throw Down va ser exhibit fora de competició en 2004; Exiled va ser en Competició al festival el 2006; Mad Detective en competició el 2007.
Cinc de les pel·lícules de To s'han presentat al Festival Internacional de Cinema de Canes: Breaking News es va estrenar fora de competició el 2004;Election va ser en competició el 2005; la seva seqüela, Election 2 (també coneguda com a Triad Election), era exhibida fora de competició el 2006, i Triangle era exhibida fora de competició el 2007; Vengeance va competir pel prestigiós Palma d'Or el 2009. Al Festival Internacional de Cinema de Berlín Sparrow anava a la competició el 2008.
A Amèrica del Nord, les pel·lícules de To s'han emès al Festival Internacional de Cinema de Toronto. The Mission, Fulltime Killer, PTU,, Breaking News, Throw Down i Mad Detective van ser exhibides entre 1999 i 2007. El 2006 Election, Election 2, i Exiled.
El 2005, To rep el Premi Màquina del temps al Festival Internacional de Cinema de Catalunya, el festival de cinema més prestigiós d'Europa especialitzt en pel·lícules de gènere. To va ser també honrat com a Cineasta en Focus del 2007 Festival Internacional de Cinema de Rotterdam. El 2009, mentre Vengeance compet a Cannes, To va ser nomenat oficial de l'Ordre de les arts i les lletres pel ministre francès de cultura com a reconeixement per a les seves pel·lícules.

## Filmografia
| Any  | Pel·lícula                       | Títol xinès          | Paper                                          | Notes                                                                             |
| ---- | -------------------------------- | -------------------- | ---------------------------------------------- | --------------------------------------------------------------------------------- |
| 1980 | The Enigmatic Case               | 碧水寒山奪命金       | Director                                       |                                                                                   |
| 1987 | Seven Years Itch                 | 七年之癢             | Director                                       |                                                                                   |
| 1988 | The Eighth Happiness             | 八星報喜             | Director                                       |                                                                                   |
| 1988 | The Big Heat                     | 城巿特警             | Codirigida amb Andrew Kam                      |                                                                                   |
| 1989 | All About Ah-Long                | 阿郎的故事           | Director                                       |                                                                                   |
| 1989 | The Iron Butterfly               | 特警90               | Productor i director                           |                                                                                   |
| 1990 | The Story of My Son              | 愛的世界             | Guionista i director                           |                                                                                   |
| 1990 | A Moment of Romance              | 天若有情             | Productor                                      |                                                                                   |
| 1990 | The Iron Butterfly 2             | 特警90 II 之亡命天涯 | Productor i director                           |                                                                                   |
| 1990 | The Fun, the Luck and the Tycoon | 吉星拱照             | Director                                       |                                                                                   |
| 1991 | The Royal Scoundrel              | 沙灘仔與周師奶       | Co-director amb Jonathan Chik                  |                                                                                   |
| 1991 | Casino Raiders II                | 至尊無上II永霸天下   | Director                                       |                                                                                   |
| 1992 | Lucky Encounter                  | 踢到寶               | Director                                       |                                                                                   |
| 1992 | Justice, My Foot!                | 審死官               | Director                                       |                                                                                   |
| 1993 | The Heroic Trio                  | 東方三俠             | Productor i director                           |                                                                                   |
| 1993 | Executioners                     | 現代豪俠傳           | Coproductor i codirector amb Ching Siu-tung    |                                                                                   |
| 1993 | The Mad Monk                     | 濟公                 | Director                                       |                                                                                   |
| 1993 | The Bare-Footed Kid              | 赤腳小子             | Director                                       |                                                                                   |
| 1993 | A Moment of Romance II           | 天若有情Ⅱ之天長地久  | Productor                                      |                                                                                   |
| 1995 | Loving You                       | 無味神探             | Director                                       |                                                                                   |
| 1995 | Only Fools Fall in Love          | 呆佬拜壽             | Productor                                      |                                                                                   |
| 1995 | Fatal Assignment                 | 共闖天涯             | Productor                                      |                                                                                   |
| 1996 | A Moment of Romance III          | 天若有情III烽火佳人  | Productor i director                           |                                                                                   |
| 1996 | Beyond Hypothermia               | 攝氏32度             | Productor                                      |                                                                                   |
| 1997 | Lifeline                         | 十萬火急             | Director                                       |                                                                                   |
| 1997 | Intruder                         | 恐怖雞               | Productor                                      |                                                                                   |
| 1997 | The Odd One Dies                 | 兩個只能活一個       | Productor (no surt als crèdits com a director) |                                                                                   |
| 1997 | Too Many Ways to Be No. 1        | 一個字頭的誕生       | Productor                                      |                                                                                   |
| 1997 | Final Justice                    | 最後判決             | Productor                                      |                                                                                   |
| 1998 | A Hero Never Dies                | 真心英雄             | Productor i director                           |                                                                                   |
| 1998 | Expect the Unexpected            | 非常突然             | Productor                                      |                                                                                   |
| 1998 | The Longest Nite                 | 暗花                 | Productor (no surt als crèdits com a director) |                                                                                   |
| 1999 | Where a Good Man Goes            | 再見阿郎             | Productor i director                           |                                                                                   |
| 1999 | Running Out of Time              | 暗戰                 | Productor i director                           |                                                                                   |
| 1999 | The Mission                      | 鎗火                 | Productor i director                           |                                                                                   |
| 1999 | Sealed with a Kiss               | 甜言蜜語             | Productor                                      |                                                                                   |
| 2000 | Help!!!                          | 辣手回春             | Productor i director amb Wai Ka-Fai            |                                                                                   |
| 2000 | Needing You...                   | 孤男寡女             | Productor i director amb Wai Ka-Fai            |                                                                                   |
| 2000 | Comeuppance                      | 天有眼               | Productor i director                           |                                                                                   |
| 2000 | Spacked Out                      | 無人駕駛             | Productor i director                           |                                                                                   |
| 2001 | Fulltime Killer                  | 全職殺手             | Productor i director amb Wai Ka-Fai            |                                                                                   |
| 2001 | Love on a Diet                   | 瘦身男女             | Productor i director amb Wai Ka-Fai            |                                                                                   |
| 2001 | Running Out of Time 2            | 暗戰2                | Productor; director amb Law Wing-Cheong        |                                                                                   |
| 2001 | Gimme Gimme                      | 愛上我吧             | Productor                                      |                                                                                   |
| 2001 | Wu yen                           | 鍾無艷               | Productor i director amb Wai Ka-Fai            |                                                                                   |
| 2002 | My Left Eye Sees Ghosts          | 我左眼見到鬼         | Productor i director amb Wai Ka-Fai            |                                                                                   |
| 2002 | Fat Choi Spirit                  | 嚦咕嚦咕新年財       | Productor i director amb Wai Ka-Fai            |                                                                                   |
| 2002 | Second Time Around               | 無限復活             | Productor                                      |                                                                                   |
| 2003 | PTU                              | PTU                  | Productor i director                           | També coneguda com PTU: Police Tactical Unit; principi de la sèrie Tactical Unit. |
| 2003 | Looking for Mr. Perfect          | 奇逢敵手             | Productor                                      |                                                                                   |
| 2003 | Turn Left, Turn Right            | 向左走．向右走       | Productor i director amb Wai Ka-Fai            |                                                                                   |
| 2003 | Running on Karma                 | 大隻佬               | Productor i director amb Wai Ka-Fai            | També coneguda com An Intelligent Muscle Man (大只佬/大块头有大智慧)              |
| 2003 | Love for All Seasons             | 百年好合             | Productor i director amb Wai Ka-Fai            |                                                                                   |
| 2003 | Memory of the Youth              | 少年往事             | Productor                                      |                                                                                   |
| 2004 | Throw Down                       | 柔道龍虎榜           | Productor i director                           |                                                                                   |
| 2004 | Breaking News                    | 大事件               | Productor i director                           |                                                                                   |
| 2004 | Yesterday Once More              | 龍鳳鬥               | Productor i director                           |                                                                                   |
| 2005 | Election                         | 黑社會               | Productor i director                           |                                                                                   |
| 2006 | 2 Become 1                       | 天生一對             | Productor                                      |                                                                                   |
| 2006 | Election 2                       | 黑社會以和為貴       | Productor i director                           | També coneguda com Triad Election                                                 |
| 2006 | Exiled                           | 放‧逐                | Productor i director                           |                                                                                   |
| 2007 | Triangle                         | 鐵三角               | Productor i director amb Tsui Hark i Ringo Lam |                                                                                   |
| 2007 | Hooked on You                    | 每當變幻時           | Productor                                      |                                                                                   |
| 2007 | Eye in the Sky                   | 跟蹤                 | Productor                                      |                                                                                   |
| 2007 | Mad Detective                    | 神探                 | Productor i director amb Wai Ka-Fai            |                                                                                   |
| 2008 | Linger                           | 蝴蝶飛               | Productor i director                           |                                                                                   |
| 2008 | Sparrow                          | 文雀                 | Productor i director                           |                                                                                   |
| 2008 | Tactical Unit – The Code         | 機動部隊─警例        | Productor                                      | Part de la sèrie Tactical Unit.                                                   |
| 2008 | Tactical Unit – No Way Out       | 機動部隊─絕路        | Productor                                      | Part de la sèrie Tactical Unit.                                                   |
| 2008 | Tactical Unit – Human Nature     | 機動部隊-人性        | Productor                                      | Part de la sèrie Tactical Unit.                                                   |
| 2009 | Tactical Unit – Comrades in Arms | 機動部隊─衕袍        | Productor                                      | Part de la sèrie Tactical Unit.                                                   |
| 2009 | Tactical Unit – Partners         | 機動部隊─伙伴        | Productor                                      | Part de la sèrie Tactical Unit.                                                   |
| 2009 | Accident                         | 意外                 | Productor                                      | Originally titled Assassins (暗殺)                                                |
| 2009 | Vengeance                        | 復仇                 | Productor i director                           | coproducció França-Hong Kong                                                      |
| 2009 | Push                             | —                    | Production services                            | United States-Hong Kong co-production                                             |
| TBA  | Death of a Hostage               | 奪命金               | Productor i director                           | Filming Títol temptatiu                                                           |
| TBA  | Punished                         | 報應                 | Productor                                      | Filming                                                                           |
| TBA  | Single Men and Women             | 單身男女             | Director amb Wai Ka-Fai                        | En preproducció Títol temptatiu                                                   |